# Asteroid City
Az Asteroid City 2023-ban bemutatott amerikai filmvígjáték-dráma, melynek rendezője, forgatókönyvírója és producere Wes Anderson. A forgatókönyvet saját és barátja, Roman Coppola történetéből írta. A film az 1955. évi Junior Stargazer kongresszuson zajló átalakuló eseményeket követi nyomon. A film főbb szerepeit Jason Schwartzman, Scarlett Johansson, Tom Hanks, Jeffrey Wright és Tilda Swinton jatsza.
Világpremierje a 76. Cannes-i Filmfesztiválon volt 2023. május 23-án. Az Egyesült Államokban a Focus Features mutatta be 2023. június 16-án, korlátozott mozimegjelenéssel, míg Magyarországon pár nappal korábban, június 8-án került mozikba.

## Történet
1955-ben a diákok és a szülők az ország minden pontjáról összegyűlnek egy tudományos versenyre, azonban pihennek és kikapcsolódnak is a Junior Stargazer kongresszuson, amelyet egy kitalált amerikai sivatagi városban tartottak. 

## Szereplők
| Színész            | Szerep              | Magyar hang         |
| ------------------ | ------------------- | ------------------- |
| Jason Schwartzman  | Augie Steenbeck     | Karácsonyi Zoltán   |
| Scarlett Johansson | Midge Campbell      | Csondor Kata        |
| Tom Hanks          | Stanley Zak         | Kőszegi Ákos        |
| Jeffrey Wright     | Gibson tábornok     | Törköly Levente     |
| Tilda Swinton      | Dr. Hickenlooper    | Kiss Eszter         |
| Bryan Cranston     | Házigazda           | Rosta Sándor        |
| Edward Norton      | Conrad Earp         | Kaszás Gergő        |
| Adrien Brody       | Schubert Green      | Széles Tamás        |
| Liev Schreiber     | J. J. Kellogg       | Barabás Kiss Zoltán |
| Hope Davis         | Sandy Borden        | Létay Dóra          |
| Steve Park         | Roger Cho           | Szatmári Attila     |
| Rupert Friend      | Montana             | Kárpáti Levente     |
| Maya Hawke         | June                | Mórocz Adrienn      |
| Steve Carell       | Motel menedzser     | Kassai Károly       |
| Matt Dillon        | Autószerelő         | Fekete Ernő         |
| Hong Chau          | Polly               | Ullmann Mónika      |
| Willem Dafoe       | Saltzburg Keitel    | Sörös Sándor        |
| Margot Robbie      | Színésznő           | Peller Mariann      |
| Tony Revolori      | Gibson segédtisztje | Penke Bence         |
| Jake Ryan          | Woodrow             | Bergendi Áron       |
| Jeff Goldblum      | Az idegen           | nem szólal meg      |
| Ethan Josh Lee     | Ricky               | Baráth István       |
| Fisher Stevens     | Nyomozó             | Katona Zoltán       |
| Sophia Lillis      | Shelly              |                     |
| Grace Edwards      | Dinah               |                     |
| Aristou Meehan     | Clifford            |                     |
| Rita Wilson        | Mrs. Weatherford    |                     |
| Jarvis Cocker      | Cowboy              |                     |
| Bob Balaban        | Larkings ügyvezető  |                     |

## Előkészületek
2020 szeptemberében az a hír járta, miszerint Wes Anderson egy romantikus filmet ír és rendez. 2021 februárjában Michael Cera és Jeff Goldblum tárgyalásokba kezdett a rendező következő filmjének főszerepével kapcsolatban. Tilda Swinton volt az első személy, aki hivatalosan is csatlakozott a szereplőgárdához, 2021 júniusában. 
Az eredetileg Rómába tervezett forgatás végül Spanyolországra módosult, melyet 2021 augusztusa és októbere között valósítottak meg. Chinchónban több díszletet is felhasználtak, amelyek egy sivatagi tájra emlékeztetnek.

## Premier
Az Asteroid City világpremierje a 76. Cannes-i Filmfesztiválon volt 2023. május 23-án a hivatalos válogatás nagyjátékfilmjeinek versenyében. Az Egyesült Államokban 2023. június 16-án kezdték vetíteni néhány moziban, majd 2023. június 23-án széles körben. Magyarországon a film premierje 2023. június 8-án volt.

## Fordítás
Ez a szócikk részben vagy egészben  az   Asteroid City című angol Wikipédia-szócikk ezen változatának fordításán alapul.  Az eredeti cikk szerkesztőit annak laptörténete sorolja fel. Ez a jelzés csupán a megfogalmazás eredetét és a szerzői jogokat jelzi, nem szolgál a cikkben szereplő információk forrásmegjelöléseként.